# Gauhar Jaan
Pour les articles homonymes, voir Jaan.
Gauhar Jaan, de son nom de naissance Angelina Yeoward (née le 26 juin 1873 à Azamgarh, morte le 17 janvier 1930 à Mysore) est une chanteuse et danseuse indienne. Elle est l'une des premières interprètes à enregistrer de la musique sur des disques 78 tours en Inde, publiés par la Gramophone Company of India. Ayant enregistré plus de 600 chansons dans plus de dix langues entre 1902 et 1920, Jaan est reconnue pour avoir popularisé la musique classique hindoustani telle que le thumri, le dadra, le kajri et le tarana au cours de cette période.

## Biographie
Eleen Angelina Yeoward est d'origine arménienne. Son père, Robert William Yeoward, est ingénieur dans une usine de glace carbonique et épousa sa mère, Adeline Victoria Hemmings, en 1872. Victoria Hemmings est la fille de Hardy Hemmings, un soldat britannique, et de Rukmini, une Hindou née à Allahabad. Pendant son enfance, elle se forme à la musique et à la danse.
Robert Yeoward meurt en 1879, la mère et les filles sont dans la difficulté. Elles s'installent à Bénarès en 1881, avec un noble musulman, Khursheed. Plus tard, Victoria se convertit à l'islam et change de nom pour Malka Jaan et le nom d'Angelina pour Gauhar Jaan.

## Carrière
Victoria-Malka Jaan devient alors une chanteuse accomplie, une membre tawaif, une danseuse de kathak et se fait un nom sous le nom de Badi Malka Jan ; elle se fait appeler Badi (aînée), car à cette époque trois autres Malka Jans sont célèbres : Malka Jan d'Agra, Malka Jan de Mulk Pukhraj et Malka Jan de Chulbuli, et elle est l'aînée d'entre elles.
Malka Jaan s'installe à Calcutta en 1883 et s'est établit dans la cour de Wajid Ali Shah (1822-1887), installé à Metiaburj, près de Calcutta. La jeune Gauhar commence sa formation, elle apprend le chant de la musique hindoustanie auprès notamment d'Ali Baksh Jarnail (membres fondateurs du Patiala Gharana) et Brindadin Maharaj (grand-oncle de Birju Maharaj). Elle commence bientôt à écrire et à composer des ghazals sous le pseudonyme de Hamdam.
Gauhar Jaan donne sa première représentation à la cour royale de Raj Darbhanga (Darbhanga) en 1887 et est nommée musicienne de la cour, après avoir reçu une formation approfondie en danse et en musique auprès d'un danseur professionnel à Bénarès. Gauhar Jaan commence à se produire à Calcutta en 1896. Elle rencontre l'acteur de théâtre parsi Amrit Keshav Nayak  en 1905 et a une brève relation avec lui avant sa mort subite en 1907. Il l'aide à se remettre du traumatisme consécutif au décès de sa mère.
Gauhar Jaan se rend à Madras pour la première fois en 1910, pour un concert au Victoria Public Hall. Bientôt ses chansons hindoustani et ourdou sont publiées dans un livre de musique tamoule. En décembre 1911, elle est invitée à se produire à l'occasion du couronnement du roi George V dans les durbars de Delhi, où elle chanta un duo, Ye Hai Tajposhi Ka Jalsa, Mubarak Ho Mubarak Ho, avec Jankibai d'Allahabad.
Elle déménage à Mysore, à l'invitation du roi Krisnaradjah IV, et le 1er août 1928, est nommée musicienne du palais.
Elle enregistre plus de 600 chansons de 1902 à 1920, dans plus de dix langues, dont le bengali, l'hindoustani, le gujarati, le tamoul, le marathe, l'arabe, le persan, le pachto, le français et l'anglais. Elle popularise la musique classique hindoustani telle que le thumri, le dadra, le kajri et le tarana. Elle maîtrise la technique de condensation de la mélodie élaborée du style classique hindoustani pour qu'elle tienne en seulement trois minutes et demie, le temps d'un disque.
Les sessions débutent le 8 novembre 1902 dans un studio d'enregistrement de fortune situé dans deux grandes pièces d'un hôtel à Calcutta. En six semaines, plus de 500 matrices d'artistes locaux sont enregistrées. Les disques sont fabriqués en Allemagne et expédiés en Inde en avril 1903.

## Influences
On dit que Begum Akhtar, à ses débuts, veut poursuivre une carrière dans le cinéma hindi, mais après avoir écouté le chant de Gauhar et de sa mère, elle abandonne l'idée et se consacre à l'apprentissage de la musique classique hindoustani.
Le 26 juin 2018, Google commémore Gauhar Jaan avec un Doodle à l'occasion de son 151e anniversaire de naissance. Google commente : « Gauhar Jaan, qui a émergé sur la scène au tournant du XXe siècle, a gagné en popularité grâce à son chant et à sa danse, et allait continuer à définir l'avenir de l'art de la performance indien. »